# Leih- und Pachtgesetz 2022 zur Verteidigung der Demokratie in der Ukraine

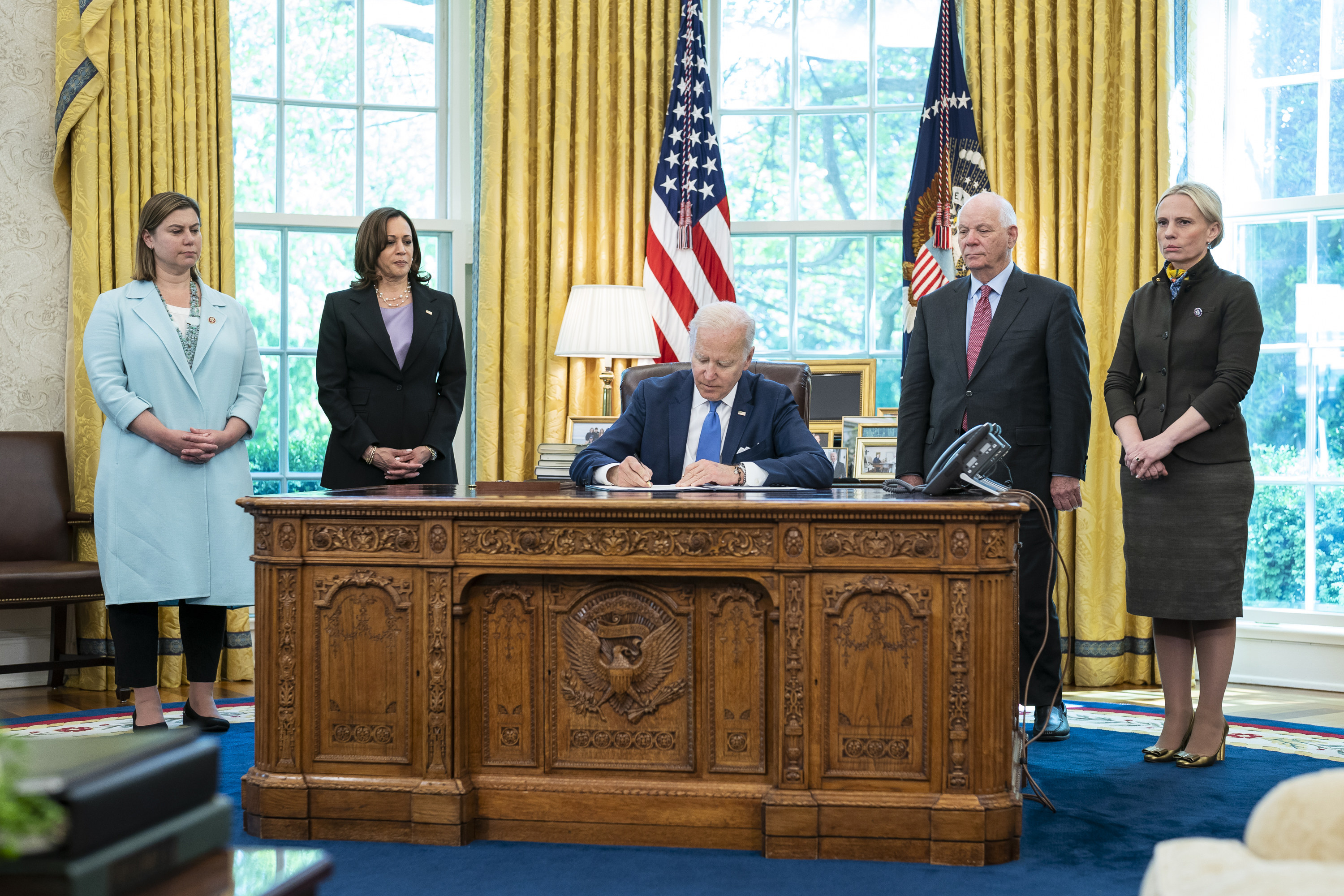
US-Präsident Joe Biden unterzeichnet das Leih- und Pachtgesetz 2022 zur Verteidigung der Demokratie in der Ukraine, 9. Mai 2022

Das Leih- und Pachtgesetz 2022 zur Verteidigung der Demokratie in der Ukraine (im Original: Ukraine Democracy Defense Lend-Lease Act of 2022) ist ein an das Leih- und Pachtgesetz des Jahres 1941 anknüpfendes US-amerikanisches Gesetz. Der volle Titel des Gesetzes lautet (in deutscher Übersetzung): Ein Gesetz zur Stärkung der Befugnis des Präsidenten, Vereinbarungen mit der Regierung der Ukraine zu treffen, um Verteidigungsgüter an diese Regierung zu verleihen oder zu leasen, um die Zivilbevölkerung in der Ukraine vor einer russischen Militärinvasion zu schützen, und für andere Zwecke. Es wurde am 19. Januar 2022 in den Kongress eingebracht, über 10 Monate nach dem Beginn des russischen Truppenaufbaus an der ukrainischen Grenze nach dem Inkrafttreten der neuen Militärdoktrin der Ukraine im März 2021 und einen Monat vor dem Beginn des russischen militärischen Vorstoßes in die Ukraine. Am 28. April 2022 hat es das Repräsentantenhaus der Vereinigten Staaten mit einer Mehrheit von 417 gegen 10 Stimmen verabschiedet. Das Gesetz lief im Oktober 2023 aus, ohne in Anspruch genommen zu werden. Die Militärhilfen der USA wurden aus anderen Programmen finanziert.
Das Gesetz wurde am 9. Mai 2022, dem Datum des in Russland und weiteren Staaten des ehemaligen Ostblocks bis heute gefeierten „Tag des Sieges“ über NS-Deutschland im Zweiten Weltkrieg, von US-Präsident Joe Biden unterzeichnet. Demnach kann die Ukraine mit US-amerikanischen Militärgütern beliefert werden, ähnlich wie die Alliierten der USA im Zweiten Weltkrieg durch das Leih- und Pachtgesetz.

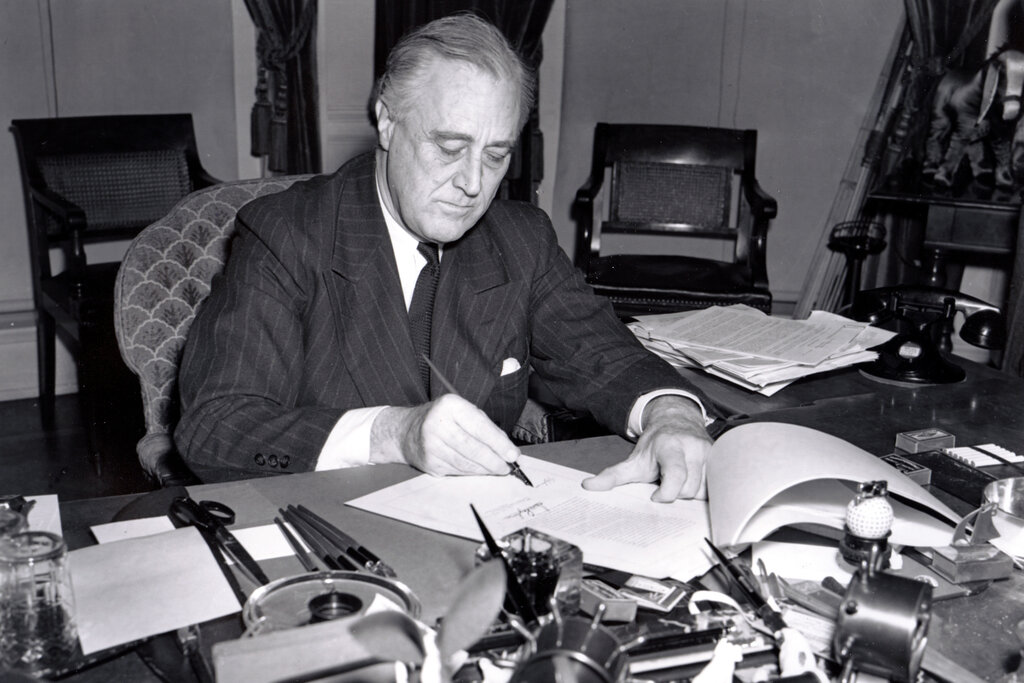
US-Präsident Franklin D. Roosevelt unterzeichnet das Leih- und Pachtgesetz, März 1941

Adam Tooze, Professor für Zeitgeschichte und Direktor des European Institute an der Columbia University in New York,  fasst im Guardian die Dimension des Ereignisses dieser Gesetzesverabschiedung mit den folgenden Worten zusammen:

“In the spring of Russia’s war on Ukraine, Washington DC seems haunted by the ghosts of history. The US Congress has passed the Ukraine Democracy Defense Lend-Lease Act of 2022 to expedite aid to Ukraine – just as Franklin D Roosevelt did, under the Lend-Lease Act, to the British empire, China and Greece in March 1941.
The sums of money being contemplated in Washington are enormous – a total of $47bn, the equivalent of one third of Ukraine’s prewar GDP. If it is approved by Congress, on top of other western aid, it will mean that we are financing nothing less than a total war.”

„In diesem Frühjahr, in dem Russland Krieg gegen die Ukraine führt, scheint Washington, D.C. von den Geistern der Geschichte heimgesucht zu werden. Der US-Kongress hat das Leih- und Pachtgesetz 2022 zur Verteidigung der Demokratie in der Ukraine verabschiedet, um die Hilfe für die Ukraine zu beschleunigen – so wie es Franklin D. Roosevelt im März 1941 mit dem Leih- und Pachtgesetz für das britische Weltreich, China und Griechenland getan hat.
Die Summen, die in Washington ins Auge gefasst werden, sind enorm – insgesamt 47 Mrd. Dollar, was einem Drittel des ukrainischen Bruttoinlandsproduktes vor dem Krieg entspricht. Wenn der Kongress diese Summe zusätzlich zu den anderen westlichen Hilfen bewilligt, bedeutet dies, dass wir nichts weniger als einen totalen Krieg finanzieren.“